# Bilet okresowy

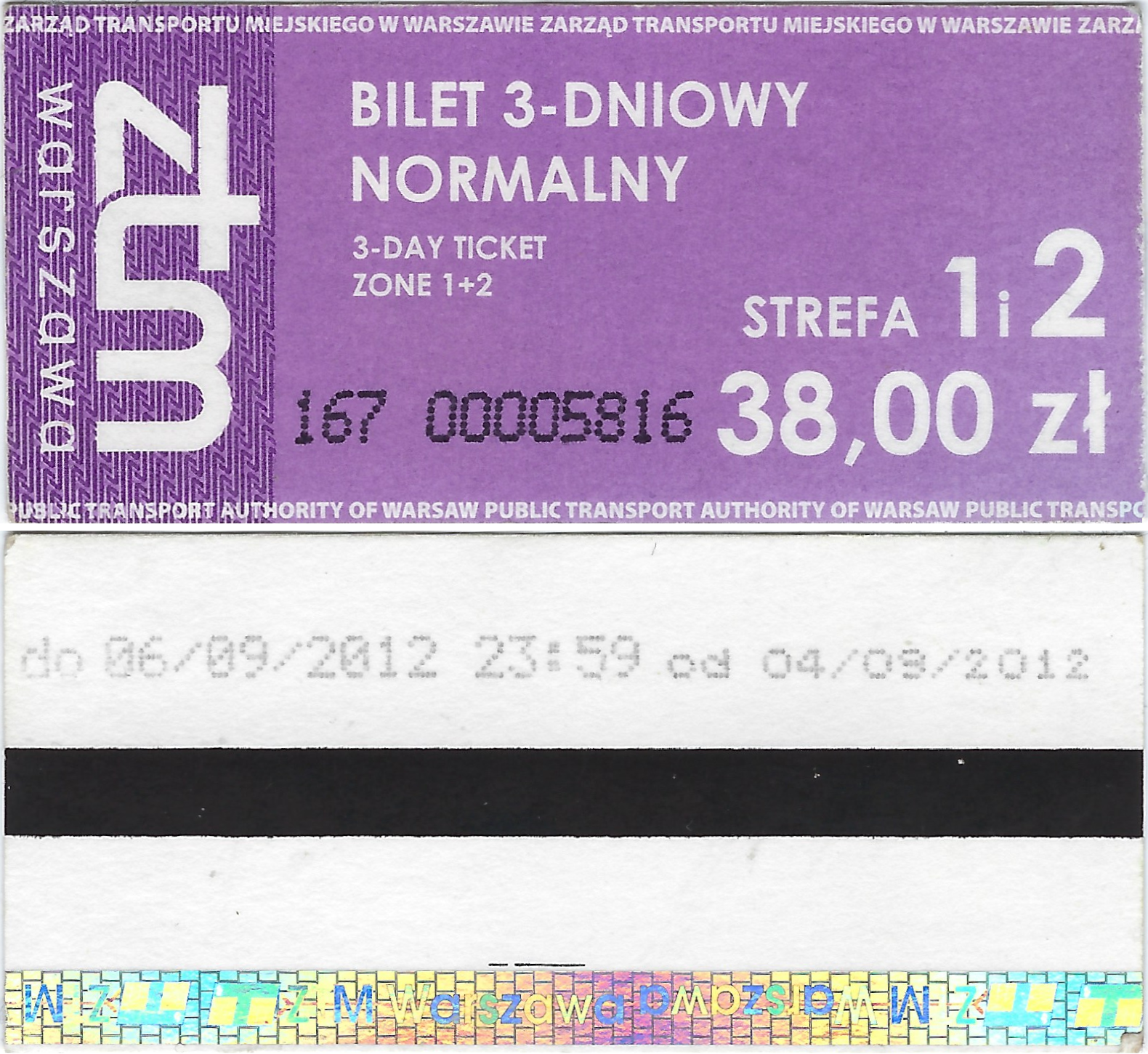
Bilet okresowy

Bilet okresowy – dokument uprawniający do korzystania z transportu zbiorowego w określonym czasie, za stałą opłatą abonamentową (ryczałt).
Bilet okresowy dotyczy najczęściej komunikacji miejskiej lub podmiejskiej. Uprawnienie może dotyczyć całej sieci komunikacyjnej, określonego obszaru lub określonych stref, linii itp.
W gwarze łódzkiej bilet okresowy nazywany jest „migawką”. Obecnie istnieje w postaci miejskiej karty zbliżeniowej (podobnej do karty płatniczej), na której kodowane (tzn. zapisywane) są m.in. bilety okresowe, uprawniające do przejazdu komunikacją w strefie miejskiej i aglomeracyjnej czy przejazdy rowerem publicznym.

## Nazewnictwo potoczne
- Wielkopolska: bilet sieciowy, wikisłownik:sieciówka
- Łódź: wikisłownik:migawka